# Torrequebradilla
Torrequebradilla es una localidad perteneciente al municipio español de Villatorres, en la provincia de Jaén, Andalucía. Fue municipio independiente hasta 1975, que junto con la localidad de Villargordo y Vados de Torralba formaron el actual municipio de Villatorres. A fecha de 1 de enero de 2016, la población ascendía a 301 habitantes. Se encuentra a 23 km de Jaén.
La localidad se convirtió el viernes 6 de febrero de 2015 en la primera del mundo con todos sus habitantes escaneados en 3D, gracias a la iniciativa privada de empresas locales y el apoyo del Ayuntamiento de Villatorres.

## Toponimia
El primer documento que se conserva, en el que por primera vez aparece el nombre de Torrequebradilla como tal, es de 1401. A pesar de lo sugestivo de dicho topónimo, no existen referencias a fortificaciones en esa época, por lo que no ha sido posible atribuirle un posible origen al nombre de Torrequebradilla.

## Historia
Torrequebradilla, al igual que otros pueblos de esta región, es de remoto origen, ocupándose de él Plinio, y después Tolomeo, que lo incluyen en tablas geográficas con el nombre de Oningis-Havia.Este nombre dado por los romanos fue confirmado por los godos, según consta en un documento del Obispado de Baeza. Los moros la fortificaron como puesto importante de Jaén. Fue entonces cuando creció en importancia.
En 1150 cae en poder de Alfonso VII, siendo recuperada a los pocos meses por los sarracenos.
El historiador del siglo XVII Ximena Jurado, en su obra sobre las antigüedades de Jaén, quizá demasiado influido por los falsos cronicones, sitúa en Torrequebradilla el castillo de Esnader o Esmadel, que Fernando III destruiría y tomaría en la década de los 20 del siglo XIII durante la campaña de Quesada, donde encontró ruda resistencia, no consiguiendo tomarla hasta 1230, una vez recuperado y rendido Jaén. Fue recuperada por los Caballeros de Calatrava, a cuya orden perteneció largos años.
En 1340 recibió título de leal y varios privilegios concedidos por Alfonso XI, por haber asistido a la Batalla del Salado.
Los datos históricos parecen arrojar algo más de luz a partir del siglo XV. La ayuda prestada por Torrequebradilla a los Reyes Católicos en la conquista de Baza (Granada) le valió la concesión de una Carta Puebla, por la cual se desvinculaba de la Orden de Calatrava y adoptaba el Fuero de Jaén. Pero en 1640, Felipe IV otorga el título de Señor de Torrequebradilla a don Íñigo Fernández de Córdoba y Mendoza, por lo que la villa y las cortijadas de Torralba y Turumbillo pasan a formar parte de su señorío.
Don Iñigo Fernández de Córdoba y Mendoza fue Señor de Torrequebradilla y también Vizconde de las Torres, Corregidor de Granada, Caballerizo Mayor de D. Juan José de Austria, Mayor domo Mayor de la Reina, Gentil Hombre de la Cámara de 5. M. Señor de Santo Domingo y del Cañaveral, alcalde mayor del Cabildo de la ciudad de Sevilla y alguacil mayor de la Inquisición de Córdoba.
Por último, en la guerra de Sucesión perteneció y permaneció fiel a Felipe V, como casi toda la región, recibiendo el título de Fiel en 1717, según el Catálogo de Rivarola, publicado en 1720.
El escudo consta de un castillo en jefe, dos lunas en menguante en el centro y la Cruz de Calatrava en punta, todo sobre campo de gules. Es el escudo del marqués de Valencina.

### Torrequebradilla a mediados delsigloXIX
En el Diccionario de Madoz (1845-1850) aparece la siguiente descripción, que proporciona interesante información sobre la localidad durante el siglo XIX:

Vecindad con ayuntamiento, en la provincia y diócesis de Jaén (3 leguas), partido judicial de Mancha Real (audiencia territorial y ciudad g. de Granada (48)), llano cerca de la orilla izquierda del río Guadalquivir que corre por el confín N. del término, en clima cálido combatido de los vientos del Este y propenso a calenturas intermitentes, algunos tabardillos en el verano y pintas o vejigas malignas.

Consta de 40 casas y un edificio palacio del conde de Torralba en el que hay local para cárcel e iglesia parroquial (San Francisco de Paula) servida por un cura párroco de nombramiento del diocesano. El término confina por el Norte con Begíjar (3 leguas); E. el de Baeza (3); S. el de Mancha real (2), y O. Villargordo (1). Hay en él una fuente a un cuarto de leguas en el sitio Higueruela, y dos cortijadas, llamada la una Torralva, con 3 cortijos, y la otra Turumbillo e Higueruela con 5.
El terreno es de mala calidad, salitroso y poco productivo, cruzándole varios caminos que dirigen a Murcia, Granada, Jaén, Andalucía baja y Extremadura. Recibe la correspondencia semanalmente de la administración de Jaén. Producción de trigo, cebada, habas, garbanzos, escaña, guijos y algún poco de aceite; cría ganado lanar y vacuno, y caza de liebres y conejos; industria:  un molino aceitero y un horno de cocer pan.
Población de 34 vecinos, 152 almas. Producción principal: 500 016 reales. Impuestos:  22 956 reales. Contribuciones: 19,3*3L.
Diccionario de Madoz

## Geografía humana

### Demografía
| Gráfica de evolución demográfica de Torrequebradilla entre 1842 y 1970 |
| |
| Población de derecho según los censos de población del INE Población de hecho según los censos de población del INEEntre el censo de 1981 y el anterior, este municipio desaparece porque se agrupa en el municipio 23903 (Villatorres) |

Evolución de la población
| Gráfica de evolución demográfica de Torrequebradilla entre 2000 y 2019 |
|                                                                        |
| Población de derecho (2000-2019) según el padrón municipal del INE     |

## Patrimonio histórico

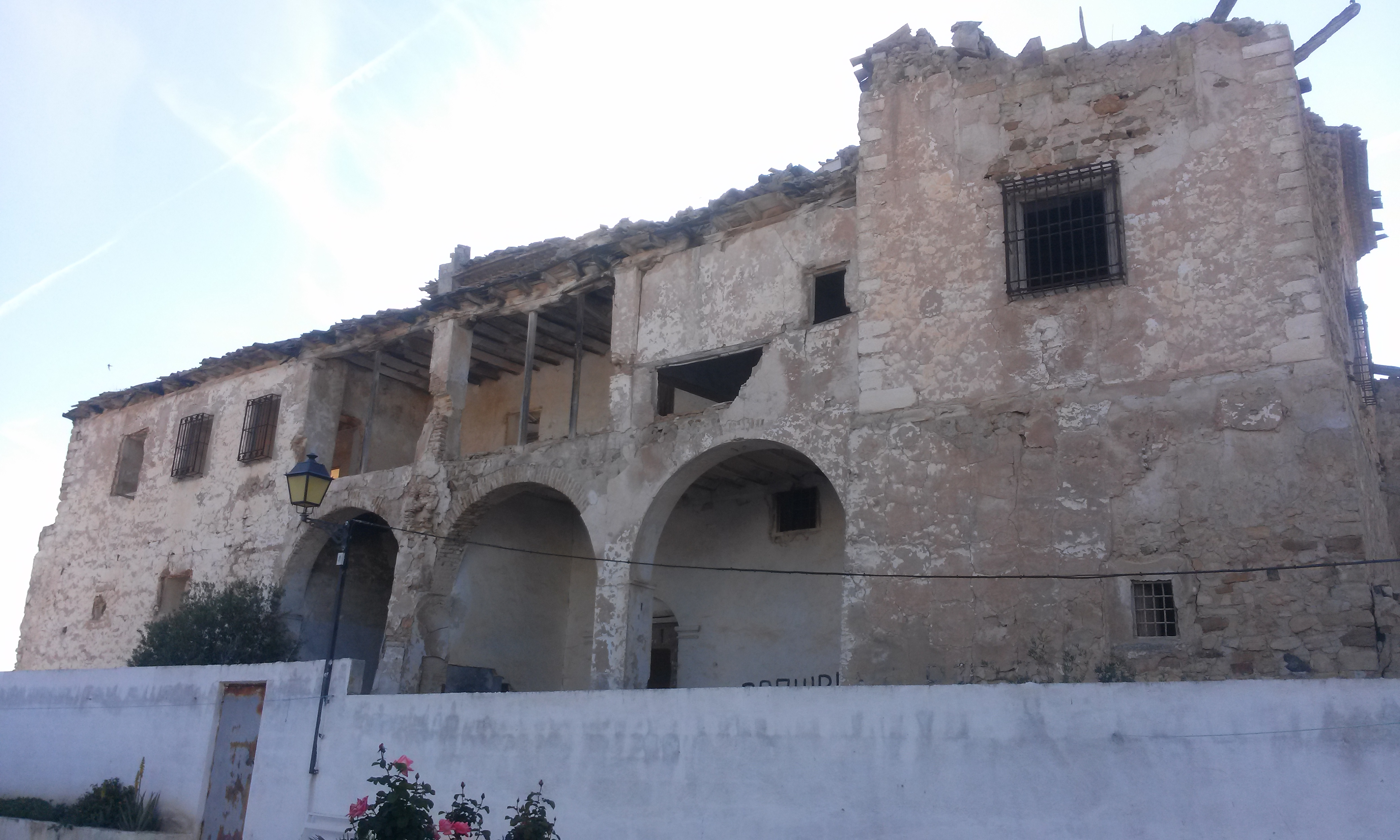
Casa Palacio de los Condes de Torralba

En la localidad se ubica la Casa Palacio de los Condes de Torralba, una casa palaciega señorial del siglo XIV, posiblemente levantada sobre antiguas fortificaciones militares. Cumplía las funciones de construcción defensiva así como de residencia rural para la administración de las posesiones de los Condes de Torralba. Su avanzado estado de ruina ha impulsado a las autoridades del municipio a promover su inscripción como BIC, para, aumentando su protección legal, facilitar la recepción de ayudas financieras con el objetivo de llevar a cabo un futuro proyecto de restauración y aprovechamiento turístico de la casa solariega.

## Economía
La economía de la localidad está basada fundamentalmente en la agricultura, en el cultivo del olivar para la producción de aceite de oliva. Además, gracias a su localización cercana al río Guadalquivir, en el término del municipio también se cultivan productos de huerta, como el espárrago y la espinaca, lo que ha conllevado la aparición de cierta industria conservera asociada a estos productos.
En la localidad se ubica una cooperativa agraria de aceite de oliva, cuya producción media anual llega a rondar el millón de kilos de aceite.

## Comunicaciones
Por el entorno del núcleo urbano no pasa ninguna carretera de la red principal. A continuación, se detallan las vías que conectan la localidad con las demás de Villatorres, así como con otros pueblos y ciudades:
| Tipo                      | Identificador | Denominación                                      | Itinerario                                                |
| ------------------------- | ------------- | ------------------------------------------------- | --------------------------------------------------------- |
| Carreteras convencionales | A-6000        | Carretera de A-316 a Mengíbar                     | A-316 - Torrequebradilla - Villargordo - A-44 - Mengíbar  |
| Carreteras convencionales | JA-3109       | Carretera de Torrequebradilla a Vados de Torralba | Torrequebradilla - Vados de Torralba                      |
| Carreteras convencionales | JV-3012       | Carretera de Torrequebradilla a Puente Tablas     | A-6000 - Pozoancho del Rey - Puente Tablas - JA-3102 Jaén |